# 明日香村立阪合小学校
明日香村立阪合小学校（あすかそんりつ さかあいしょうがっこう）とは奈良県高市郡明日香村の旧村立小学校の事である。1981年（昭和56年）4月6日に同村の三つの小学校が統合された明日香村立明日香小学校開校まで使われていた村立小学校の一つである。
立地場所は〒634-0135 奈良県高市郡明日香村檜前、現在もある今西商店の前の運動場にあたる場所に建築されていた。
建造物は古く、木造建て１階で中庭や講堂や野外プールもあり庭には池も設置され、鳥なども飼育されていた。現在も外庭の場所に設置されていた二宮金次郎像は残されている。
当時の交通事情から三校に分けて児童が通学できるようにこの分担式で阪合、高市、飛鳥、と三校が明日香村の中には開校されていたのである。

## 当時の状況
水道が通るようになるまでは井戸水をポンプ式の手動機械で汲み上げ、その水を飲料水として使われていた。常時住み込みの用務員がお茶などを沸かし児童がそれを貰いに行くのスタイルが当時はとられていた。冬場は大型の石炭ストーブが置かれ児童がやけどしないように金網を張りその上に弁当を置き温めるのが通例と行われていた。石炭置き場は工作室の隣に設置され、高学年は当番が石炭をバケツで運びストーブに入れるが決められていた。

## 戦時中の事件
井戸の前の柱には大きな穴が開いておりこれは戦時中に米軍の戦闘機が銃撃を行い校長室まで貫いた物の後で、当時の校長はこの銃撃で死亡している。

## 運動場の概要
運動場にはジャングルジムと一体化した滑り台が１つ、シーソーが二つ、ブランコなども設置され、樹木も樹齢がそうとう経ってるポプラの木が多く植えられていた。
運動用具などは運動場内の二つの倉庫に各自分けて入れられていた。プール側にある倉庫は夏には児童の着替え場に使われていた。
トイレは運動場内に小便器と大便器が一つずつ付いた小屋が設置されていた。

## 他校との交流
生徒会で他行に年に一度ほど他の飛鳥、高市、小学校に見学訪問など児童と教師が連れだって交流会が行われていた。

## 廃校後
廃校後は放置状態のような状態で保管されていたが、運動場などは児童たちの遊び場や少年野球などの練習場として使われていた。
その後残すかどうか議論された結果取り壊しに決定し建物は無くなり、運動場のような形でゲートボールやテニスなどの使用に使われている。
ながらく置かれてた二宮金次郎像は別の場所に移動されました。

## 今西商店
廃校前は児童の買い物が多く文具や昼食時にはカップラーメンやパン、珈琲牛乳などを購入するのに賑わっていたが廃校と共に人は減り、観光客が休憩の為に食べ物を買う程度の状況になっている。それでも当時は壁画が出土した高松塚古墳への道中の場所だったが現在は道が舗装され、この場所を通る必要性がなくなり、人の寄りも少なくなっている。